# PACIFIC REPORT
PACIFIC REPORTは、毎日放送しているAFNTokyo製作の軍関連ニュース番組。日本ではAFN│prime PACIFICにて月曜～金曜午後6:30～6:57に(午後10:00～30迄の再放送もある)放送されている。また、AFN Okinawaでは6:30～6:39(最近は35分頃迄になることも多い)迄の平均9分間、ローカルニュースとしてAFN Okinawa Island Newsを放送しているため、沖縄からのPACIFIC REPORTのネットは6:41分頃からになることが多い。
また、5月30日には、National's Memorial Dayの特別企画として、「World War Ⅱ Special」が放送されている。

## キャスター
- Dan Wiltshare

## 番組の構成(AFN Okinawaの場合)
- 6:30～6:38 AFN Okinawa Island News
- 6:38～6:39 Life in Japan
- 6:39 Notable Quote
- 6:40～6:41 Military Factoid
- 6:41～6:49 PACIFIC REPORT(前半)
- 6:49～6:50 Life in Japan
- 6:50 Travel Tips
- 6:50～6:52 PACIFIC REGION EXCHANGE RATES
- 6:52～6:57 PACIFIC REPORT(後半)

## コーナー一覧
- (前半)
  - DoD Headlines(アメリカ国防総省ニュース)

- (後半)
  - STARS AND STRIPES Headlines(機関紙STARS AND STRIPESニュース)
  - SNAPSHOTS(軍関係者が撮影した写真に関するニュース)